# (5012) Эвримедон
(5012) Эвримедон (лат. Euryalos, др.-греч. Εὐρύαλος) — типичный троянский астероид Юпитера, движущийся в точке Лагранжа L4, в 60° впереди планеты. Астероид был открыт 17 октября 1960 года американскими астрономами К. Й. ван Хаутеном, И. ван Хаутен-Груневельд и Томом Герельсом в Паломарской обсерватории и назван в честь Эвримедона, одного из героев Троянской войны. Диаметр астероида — 36,96 км.